# Pandalopsis miyakei
Pandalopsis miyakei is een garnalensoort uit de familie van de Pandalidae. De wetenschappelijke naam van de soort is voor het eerst geldig gepubliceerd in 1986 door Hayashi in Baba, Hayashi & Toriyama.